# Hans Karl Burgeff

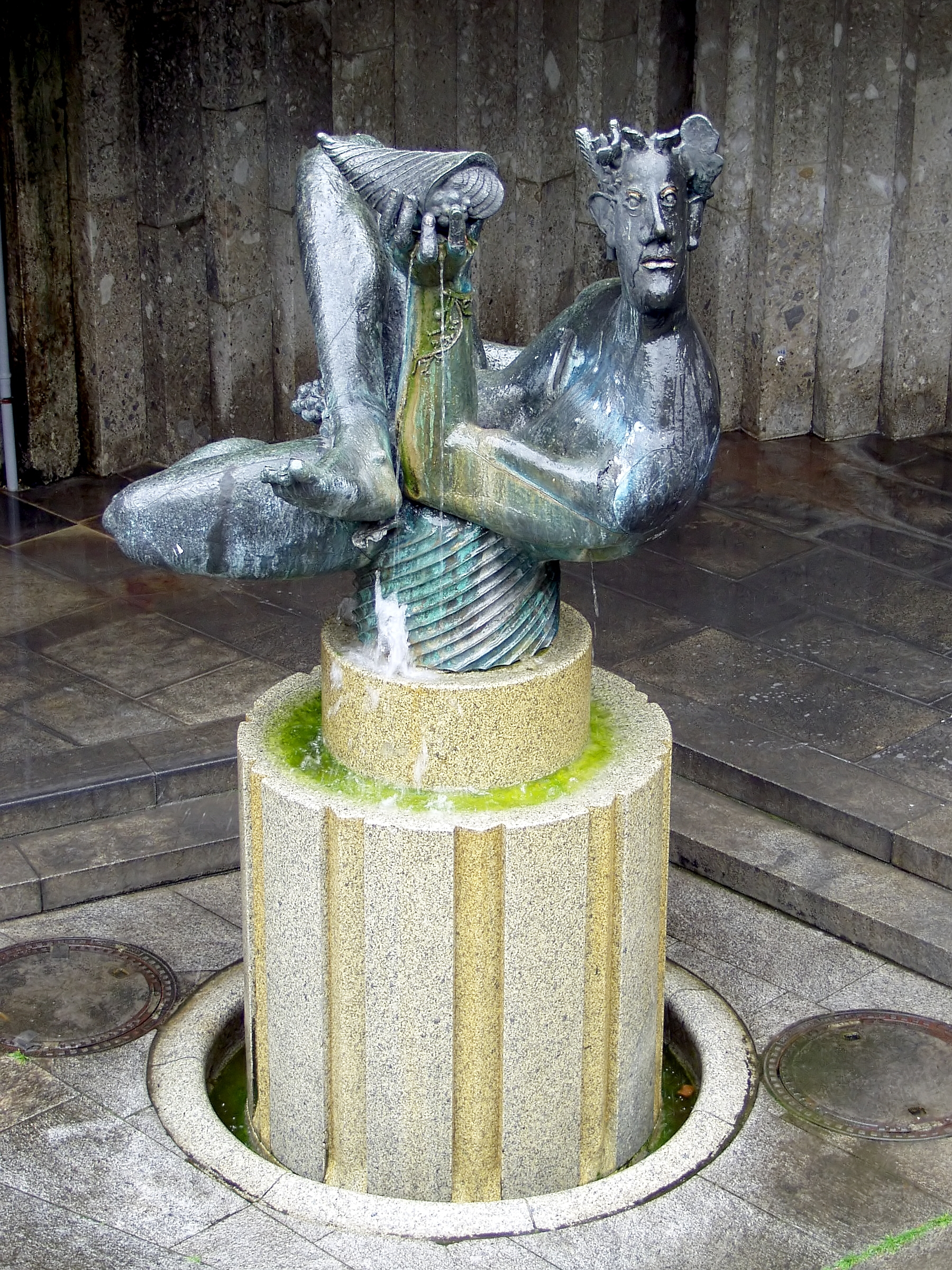
Dionysos-Brunnen am Kölner Dom (Foto: 2008)

Hans Karl Burgeff (* 20. April 1928 in Würzburg; † 25. November 2005 in Lohmar) war ein deutscher Bildhauer, Medailleur und Kunstprofessor, der vor allem im Rheinland wirkte. In seinem Schaffen nahm die sakrale Kunst sowie die Gestaltung von Medaillen und Reliefs einen breiten Raum ein.

## Leben
Hans Karl Burgeff war der Sohn von Hans Burgeff, eines Universitätsprofessors für Botanik. Er studierte zuerst „Allgemeine Naturwissenschaften“ an der Universität seiner Heimatstadt Würzburg. Später belegte er in Stuttgart und in Tübingen das Fach Kunstgeschichte. 1951 wechselte er an die Kölner Werkschulen, studierte Bildhauerei und Plastik bei Ludwig Gies und wurde 1956 zum Meisterschüler ernannt. Er war von 1956 bis 1960 mit Eva Burgeff verheiratet, die er an den Kölner Werkschulen kennengelernt hatte.
Ab 1957 selbständig, wurde Burgeff schnell bekannt für seine überwiegend sakralen Objekte. Dazu gehörten Kirchenportale, Altarmensen, Kruzifixe und Heiligenstatuen. Von Burgeffs Figuren, Reliefs und Plaketten ist besonders die Gedenktafel für Kardinal Höffner in Münster bekannt (1993). Arbeiten des Künstlers befinden sich u. a. im Skulpturenpark von Schloss Moyland und am Kölner Dom.
Er wurde als Nachfolger Kurt Schwipperts an die Kölner Werkschulen berufen und zum Professor für Bildhauerei und Bronze-Plastik ernannt. Burgeff war wegen seiner Fähigkeit, Theorie und Praxis verständlich zu erklären, bei seinen Kunststudenten geachtet und beliebt. Zu seinen Meisterschülern gehörte 1976 Günter Thelen (Leverkusen), der nach dem Studium unter anderem als Dozent wirkte und sich ein Atelier in Nörvenich (Kreis Düren) einrichtete.
1968 erhielt Burgeff den Bildhauer-Förderpreis der Stadt Köln. 2001 wurde er zum Ehrenmitglied der Deutschen Gesellschaft für Medaillenkunst ernannt. 2005 wurde er in Dresden wenige Tage vor seinem Tod als erster Preisträger des Hilde-Broër-Preis für Medaillenkunst geehrt.
Hans Karl Burgeff wurde in Weibern (Eifel) beigesetzt. Der Grabstein stellt zwei Ährenbündel dar, geschaffen von seinem letzten Meisterschüler Ulrich Görtz. Den Nachlass des Medaillenschaffens Burgeffs erhielt das Münzkabinett Berlin, wo auch seine umfangreiche Korrespondenz mit Georg Wimmelmann aus den 1970er Jahren zum Thema einer zeitgemäßen Wiederbelebung der Medaillenkunst aufbewahrt wird.

## Arbeiten (Auswahl)
- Tabernakelstele in St. Henry in Esch-sur-Alzette in Luxembourg.
- Kreuzwegstationen in St. Joseph, Köln-Rodenkirchen.
- Stele an der Gedenkstätte zur Entführung von Hanns Martin Schleyer in Köln-Lindenthal (1978).[5]